# Jambi (provincia)
Jambi è una provincia dell'Indonesia situata sulla costa orientale dell'isola di Sumatra. La capitale della provincia è la città di Jambi e la popolazione ammonta a 2 742 196 abitanti (2007).

## Storia
Prima che l'attuale Indonesia venisse colonizzata dalla compagnia olandese delle Indie Orientali, Jambi era uno dei siti del potente regno di Srivijaya, che esercitava il commercio in tutto lo Stretto di Malacca e oltre. In quel periodo la città di Jambi ebbe la meglio sull'antica capitale del regno, Palembang, situata nel sud, che era stata spesso rivale di Jambi, sia dal punto di vista militare che economico. La caduta di Palembang, e il successivo passaggio della capitale a Jambi, fu in parte dovuto anche all'incursione dei pirati, provenienti dalla regione di Chola, nell'India meridionale, avvenuta nel 1025, che distrusse gran parte di Palembang.
Gli inglesi instaurarono un presidio a Jambi nel 1615. Nello stesso periodo, il Sultanato di Jambi concluse un'alleanza con Johor, sulla penisola malese, minacciato dal sultanato di Aceh nel nord di Sumatra. Jambi, a lungo sotto l'influenza del regno giavanese di Mataram, riuscì infine a respingere la sua sovranità e nel 1663 decise di collaborare con la COV (Vereenigde Oostindische Compagnie o "Compagnia Olandese delle Indie Orientali").
Nei primi decenni della presenza olandese nella regione, il sultanato di Jambi avviò un redditizio commercio di pepe con i colonizzatori. Questo rapporto declinò attorno al 1770, e il piccolo sultanato ebbe pochi contatti con gli olandesi nei successivi sessant'anni.
Nel 1833, il sultano Fakhruddin chiese l'assistenza degli olandesi per respingere i pirati che minacciavano le sue coste. In realtà, il sultano invase una regione del Sultanato di Palembang, ma l'azione fu respinta dalle truppe di quest'ultimo. Gli olandesi colsero questa occasione per imporre un controllo più marcato su Jambi, costringendo il sultano Fakhruddin ad accettare una maggiore presenza olandese nella regione, oltre al controllo del commercio, anche se il sultanato rimase nominalmente indipendente. Nel 1858 gli olandesi, apparentemente preoccupati per il rischio di una concorrenza da parte di potenze straniere, invasero Jambi con un reparto militare proveniente da Batavia. Venne incontrata poca resistenza, e il sultano Taha fuggì nelle regioni interne montuose di Jambi. Gli olandesi insediarono un governatore fantoccio, Nazarudin, che controllava la bassa regione, inclusa la capitale. Per quarant'anni il sultano Taha riuscì a mantenere la parte superiore del regno, e lentamente riestese la sua influenza verso le regioni inferiori, attraverso accordi politici e vari matrimoni. Nel 1904, tuttavia, le autorità olandesi, come parte di una più ampia campagna per consolidare il controllo sull'intero arcipelago, riuscirono finalmente a catturare e uccidere Taha, e nel 1906, l'intera area venne posta sotto la gestione diretta degli olandesi.

## Geografia antropica

### Suddivisioni amministrative
La provincia di Jambi è suddivisa in nove reggenze (kabupaten) e una municipalità (kota):
- Reggenza di Batang Hari
- Reggenza di Bungo
- Reggenza di Kerinci
- Reggenza di Merangin
- Reggenza di Muaro Jambi
- Reggenza di Sarolangun
- Reggenza di Tanjung Jabung Timur
- Reggenza di Tanjung Jabung Barat
- Reggenza di Tebo
- Jambi